# Cour constitutionnelle
Ne doit pas être confondu avec cour suprême.
Une cour constitutionnelle est un organe chargé d'assurer la primauté effective de la constitution qui est, selon la théorie de hiérarchie des normes, la norme suprême. Il convient donc, pour assurer l'État de droit de vérifier la conformité des lois par un contrôle. 
Le modèle de la cour constitutionnelle s'est répandu au XXe siècle dans le monde entier, avec une organisation et des contre-pouvoirs d'une grande diversité. Ainsi le contrôle des lois peut se faire a priori ou a posteriori. La saisine peut être réservée à certaines autorités, ou ouverte aux particuliers. Enfin, certaines cours ont d'autres attributions juridictionnelles (dans le domaine électoral par exemple) ou administratives.
Ce modèle diffère de celui employé dans les pays de tradition juridique anglo-saxonne, où le contrôle de constitutionnalité se fait devant le juge de droit commun, à l'occasion d'une instance ordinaire.
À l'inverse, dans certains pays, une cour constitutionnelle peut disposer d'attributs de cour suprême.

## Liste de cours constitutionnelles par pays
| Pays                             | Lien                                                | Nom local                                                        |
| -------------------------------- | --------------------------------------------------- | ---------------------------------------------------------------- |
| Afrique du Sud                   | Cour constitutionnelle d'Afrique du Sud             | Constitutional Court of South Africa                             |
| Albanie                          | Cour constitutionnelle de la république d'Albanie   | Gjykata Kushtetuese e Republikës së Shqipërisë                   |
| Algérie                          | Cour constitutionnelle                              |                                                                  |
| Allemagne                        | Cour constitutionnelle fédérale d'Allemagne         | Bundesverfassungsgericht                                         |
| Arménie                          | Cour constitutionnelle de l'Arménie                 | Հայաստանի Հանրապետության Սահմանադրական դատարան                   |
| Autriche                         | Cour constitutionnelle                              | Verfassungsgerichtshof                                           |
| Bahreïn                          | Cour constitutionnelle                              |                                                                  |
| Belgique                         | Cour constitutionnelle                              | Grondwettelijk Hof Cour constitutionnelle Verfassungsgerichtshof |
| Bénin                            | Cour constitutionnelle                              |                                                                  |
| Biélorussie                      | Cour constitutionnelle                              | Канстытуцыйны суд Рэспублікі Беларусь                            |
| Bolivie                          | Tribunal constitutionnel plurinational              | Tribunal Constitucional Plurinacional                            |
| Bosnie-Herzégovine               | Cour constitutionnelle de Bosnie-Herzégovine        |                                                                  |
| Bulgarie                         | Cour constitutionnelle de la république de Bulgarie | Конституционен съд на Република България                         |
| Burundi                          | Cour constitutionnelle                              |                                                                  |
| République démocratique du Congo | Cour constitutionnelle                              |                                                                  |
| République centrafricaine        | Cour constitutionnelle                              |                                                                  |
| Colombie                         | Cour constitutionnelle                              | Corte Constitucional de Colombia                                 |
| Corée du Sud                     | Cour constitutionnelle de Corée                     | 헌법재판소                                                       |
| Côte d'Ivoire                    | Conseil constitutionnel                             |                                                                  |
| Croatie                          | Cour constitutionnelle de la république de Croatie  | Ustavni sud Republike Hrvatske                                   |
| Égypte                           | Cour constitutionnelle suprême                      | المحكمة الدستورية العليا, Al-Mahkamah al-Dustūrīyah al-'ulya     |
| Équateur                         | Cour constitutionnelle de l'Équateur                | Corte constitucional del Ecuador                                 |
| Espagne                          | Tribunal constitutionnel                            | Tribunal constitucional                                          |
| Éthiopie                         | Conseil constitutionnel                             | የሕገ መንግሥት ጉዳዮች አጣሪ ጉባኤ                                           |
| France                           | Conseil constitutionnel                             |                                                                  |
| Gabon                            | Cour constitutionnelle                              |                                                                  |
| Géorgie                          | Cour constitutionnelle de Géorgie                   | საქართველოს საკონსტიტუციო სასამართლო                             |
| Hongrie                          | Cour constitutionnelle de Hongrie                   | A Magyar Köztársaság Alkotmánybírósága                           |
| Indonésie                        | Cour constitutionnelle de la république d'Indonésie | Mahkamah Konstitusi Republik Indonesia                           |
| Italie                           | Cour constitutionnelle de la République italienne   | Corte costituzionale                                             |
| Jordanie                         | Cour constitutionnelle de Jordanie                  |                                                                  |
| Kenya                            | Haute Cour                                          | High Cour                                                        |
| Kosovo                           | Cour constitutionnelle                              |                                                                  |
| Lettonie                         | Cour constitutionnelle de la république de Lettonie | Latvijas Republikas Satversmes tiesa                             |
| Liban                            | Conseil constitutionnel                             | Conseil constitutionnel ou المجلس الدستوري                       |
| Lituanie                         | Cour constitutionnelle de Lituanie                  | Lietuvos Respublikos Konstitucinis Teismas                       |
| Luxembourg                       | Cour constitutionnelle                              | ─                                                                |
| Macédoine du Nord                | Cour constitutionnelle                              | Уставен суд на Република Северна Македонија                      |
| Madagascar                       | Haute Cour constitutionnelle                        | Fitsarana Avo momba ny Lalàmpanorenana                           |
| Mali                             | Cour constitutionnelle                              |                                                                  |
| Maroc                            | Cour constitutionnelle                              |                                                                  |
| Moldavie                         | Cour constitutionnelle                              | Curtea Constituțională a Republicii Moldova                      |
| Mongolie                         | Cour constitutionnelle de Mongolie                  |                                                                  |
| Pérou                            | Tribunal constitutionnel                            | Tribunal Constitucional                                          |
| Pologne                          | Tribunal constitutionnel                            | Trybunał Konstytucyjny                                           |
| Portugal                         | Tribunal constitutionnel                            | Tribunal Constitucional                                          |
| République tchèque               | Cour constitutionnelle                              | Ústavní soud                                                     |
| Roumanie                         | Cour constitutionnelle de la Roumanie               | Curtea Constituțională                                           |
| Russie                           | Cour constitutionnelle de la fédération de Russie   | Конституционный Суд Российской Федерации                         |
| Serbie                           | Cour constitutionnelle de la république de Serbie   | Уставни суд Републике Србије Ustavni sud Republike Srbije        |
| Slovaquie                        | Cour constitutionnelle de la République slovaque    | Ústavný súd Slovenskej republiky                                 |
| Slovénie                         | Cour constitutionnelle de la république de Slovénie | Ustavno sodišče Republike Slovenije                              |
| Syrie                            | Cour constitutionnelle suprême de Syrie             |                                                                  |
| Thaïlande                        | Cour constitutionnelle de Thaïlande                 | ศาลรัฐธรรมนูญ                                                      |
| Togo                             | Cour constitutionnelle du Togo                      |                                                                  |
| Tunisie                          | Cour constitutionnelle                              |                                                                  |
| Turquie                          | Cour constitutionnelle de Turquie                   | Türkiye Cumhuriyeti Anayasa Mahkemesi                            |
| Ukraine                          | Cour constitutionnelle de l'Ukraine                 | Конституційний Суд України                                       |